# Куинто-Верчеллезе
Куи́нто-Верчелле́зе (итал. Quinto Vercellese) — коммуна в Италии, располагается в регионе Пьемонт, в провинции Верчелли.
Население составляет 418 человек (2008 г.), плотность населения составляет 38 чел./км². Занимает площадь 11 км². Почтовый индекс — 13030. Телефонный код — 0161.
Покровителями коммуны почитаются святые Назарий и Цельсий, празднование 28 июля.

## Демография
Динамика населения:

## Администрация коммуны
- Официальный сайт: